# 卫恒 (1915年)
卫恒（1915年—1967年1月30日），原名魏来玉，男，山西陵川人，中华人民共和国政治人物，曾任中共山西省委第一书记、中共中央华北局书记处书记、山西省军区第一政治委员、山西省政协主席、山西省人民委員會省長等職。

## 生平
卫恒是山西省陵川县沙泊池村人，生于贫苦农民家庭。其父王长居，平時靠打短工维持生计。因爲難以糊口，卫恒被送给住在附城村的魏姓亲戚当养子，并改姓魏。卫恒8岁時到本村初级小学念书，后畢業於陵川县第一高小附设的二年制简易师范。毕业次年，卫恒到陵川县马庄、双泉村擔任小学教师。
抗日戰爭爆發後，1938年1月，卫恒参加了中國共產黨领导的第二战区行营游击队，擔任第二大队中队政治工作员。不久他便被介绍到晋牺公干部训练班学习，学习结束后被分配到山西第五行政公署保安二支队擔任宣传科长。1938年10月，卫恒加入中国共产党，12月又到晋冀鲁豫区党委党校学习。1939年他任晋东南农救总会干事、组织部长，1941年又调任太岳区农救总会主席。1941年5月15日，他当选为晋冀鲁豫边区临时参议会参议员，1941年7月他出席了在山西左权县桐峪村召開的参议会。1943年9月11日，他出席了晋冀鲁豫边区党委第一次党代会，并被选为出席即將在延安召開的中共七大的代表。在中共七大召开前夕，他在延安参加了中央党校的整风。
中共七大结束后，他重返太岳区任中共太岳区党委委员、区党委秘书长，1948年1月任太岳四地委书记、军分区政治委员，1949年5月任太岳区党委宣传部长，后又任冀城临时地委书记。1950年，任中共运城地委书记兼军分区第一政委。1952年4月，调任中共山西省委委员、省纪律检查委员会书记、省委组织部部长。同年9月，兼任山西省政府监察委员会主任。1953年后，历任中共山西省委常委、省委第二副书记、副省长、代理省长、省委书记处书记。1958年12月至1964年10月，任山西省省长。1965年6月，他任中共山西省委第一书记、中共中央华北局书记处书记、山西省军区第一政治委员、山西省政协主席。1966年，文化大革命爆发后，卫恒遭到揪斗。1967年1月12日，造反派夺权；1月15日，卫恒被单独关押，1月30日在關押中自杀身亡。
1979年1月，中共山西省委决定为卫恒平反昭雪，恢复名誉。1985年6月，中共山西省委重新为卫恒彻底平反。